# Sthenocephalus anopla
Sthenocephalus anopla är en ormstjärneart som först beskrevs av Hubert Lyman Clark 1911.  Sthenocephalus anopla ingår i släktet Sthenocephalus och familjen Euryalidae. Inga underarter finns listade i Catalogue of Life.